# Werner Sutermeister
Werner Sutermeister (1868 – 1939) fue un escritor suizo conocido por sus rimas, llamadas Schüttelreime.
Sutermeister estudió historia, alemán y filosofía en Basilea, Berna y Leipzig. En 1894 obtuvo su doctorado con una tesis sobre las relaciones entre Metternich y la Suiza entre 1840 y 1848. Durante el resto de su vida fue profesor de bachillerato en Berna y publicó obras que lo hicieron un pionero en la poesía suizo–alemana en rimas (Schüttelreim). Su obra más conocida es Der fröhliche Apfelbaum (“El manzano feliz”).